# 4037 Ikeya
4037 Ikeya је астероид главног астероидног појаса чија средња удаљеност од Сунца износи 2,772 астрономских јединица (АЈ).
Апсолутна магнитуда астероида је 12,5.